# Gianna e le altre...
Gianna e le altre... è una raccolta del cantautore italiano Rino Gaetano, pubblicata nel 1990.

## Descrizione
Contiene, oltre ai suoi singoli e altri brani della sua discografia, la versione integrale di Ma il cielo è sempre più blu (inizialmente racchiusa nelle due facciate del singolo del 1975) e due inediti che avrebbero fatto parte del settimo album di Rino: Solo con io e Le beatitudini sono indicate, tra le note del disco, come esecuzioni dal vivo, anche se l'ascolto non sembra confermarlo (non ci sono effetti dal vivo).

## Tracce
1. Ma il cielo è sempre più blu – 8:21
2. Mio fratello è figlio unico – 3:20
3. Sfiorivano le viole – 5:00
4. Berta filava – 3:39
5. Aida – 4:21
6. Spendi spandi effendi – 4:00
7. Escluso il cane – 4:12
8. E cantava le canzoni – 3:17
9. Nuntereggae più – 5:11
10. Gianna – 3:50
11. Resta vile maschio, dove vai? – 4:36
12. Ahi Maria – 5:21
13. Nel letto di Lucia – 4:41
14. E io ci sto – 4:06
15. Solo con io – 3:00
16. Le beatitudini – 3:48